# Parque nacional Montecristo Trifinio
El Parque nacional Montecristo Trifinio es un parque nacional en el país centroamericano de Honduras. Fue establecido el 1 de enero de 1987 y cubre un área de 54 kilómetros cuadrados.
El macizo de Montecristo es una zona donde confluyen las fronteras de Honduras, Guatemala y El Salvador, y su protección es una iniciativa conjunta de estos tres países, lo que resultó en la creación de parques nacionales en Honduras y El Salvador, así como la reserva de la biosfera trifinio en Guatemala.